# Карпекин, Владимир Викторович
Владимир Викторович Карпекин (19 января 1985, Зволен — 4 июня 2009, Ингушетия) — лейтенант спецподразделения «Вымпел» (управление «В» ЦСН ФСБ РФ), участник операций против исламского терроризма на Северном Кавказе.

## Биография
Родился 19 января 1985 года в чехословацком Зволене в семье военнослужащего ВДВ Виктора Николаевича Карпекина, прослужившего более 20 лет в ВДВ. Прадеды участвовали в Великой Отечественной войне. После распада СССР и Чехословакии переехал с семьёй в Рязань, где окончил школу №39 в 2002 году. Неоднократный чемпион и призёр первенств Рязани по рукопашному бою, боксу (мастер спорта, 2004), кикбоксингу и русскому бою (выиграл титул чемпиона Рязани, будучи 11-классником).
В 2002 году по окончании школы поступил в Рязанское гвардейское высшее воздушно-десантное командное училище. Участник парада на Красной площади 9 мая 2005 года в составе лучших курсантов РВВКДУ. Весной 2006 года познакомился со своей будущей супругой Ириной, в 2007 году у них родилась дочь София. В том же 2007 году отобран для службы в «Вымпеле», успешно сдал все нормативы в Москве за год до выпуска из училища (126-й выпуск). Служил в управлении «В» Центра специального назначения ФСБ России (спецподразделение «Вымпел») в звании лейтенанта, в 6-м отделе (горная подготовка). За годы службы участвовал в командировках в Чечню, Дагестан и Ингушетию. Весной 2009 года получил звание «ветерана боевых действий» после операции по уничтожению группы террористов в Дагестане.
Погиб 4 июня 2009 года в Сунженском районе Ингушетии на границе с Чеченской Республикой в результате спецоперации против исламских боевиков (пятая за карьеру командировка на Кавказ). Возглавлял дозорную часть группы, обнаружил лагерь боевиков и передал по рации предупреждение. Взял огонь на себя, уничтожил двух противников и ранил одного, прежде чем был убит снайперским выстрелом в голову. Банда из 17 человек была полностью уничтожена.
6 июня 2009 года состоялась церемония прощания в Центре специального назначения ФСБ. 7 июня 2009 года прошла гражданская панихида в Доме офицеров в Рязани. Владимир Карпекин был похоронен в Рязани на Новом кладбище на Аллее Славы. Посмертно награждён орденом Мужества. В 39 школе г.Рязани создан памятный музей, посвященный В.Карпекину, парта Героя, за которой сидел Владимир и увековечен мемориальной доской на фасаде школы.